# Journal of Politics in Latin America
Das Journal of Politics in Latin America (JPLA) ist eine akademische Fachzeitschrift, die sich mit lateinamerikabezogenen politikwissenschaftlichen Themen beschäftigt. Sie wird als Open-Access-Publikation veröffentlicht.

## Herausgeber
Das Journal of Politics in Latin America wird dreimal jährlich von Wissenschaftler(inne)n des GIGA Instituts für Lateinamerika-Studien herausgegeben, eines der vier Regionalinstitute des German Institute for Global and Area Studies (GIGA) in Hamburg. Es wird als Hybridpublikation sowohl in gedruckter als auch in digitaler Open-Access-Version veröffentlicht. Die Open-Access-Stellung wurde durch eine Anschubfinanzierung der Deutschen Forschungsgemeinschaft (DFG) unterstützt und in Kooperation mit Hamburg University Press, dem Online-Verlag der Staats- und Universitätsbibliothek Hamburg, durchgeführt. Der Chefredakteur der Zeitschrift ist Dr. Jorge P. Gordin, wissenschaftlicher Mitarbeiter am GIGA Institut für Lateinamerika-Studien.
Das JPLA ist Bestandteil der GIGA Journal Family, der die vier internationalen Fachzeitschriften des GIGA angehören. Die Zeitschriften behandeln aktuelle Forschungen und empirische Analysen zur gegenwärtigen politischen, gesellschaftlichen und wirtschaftlichen Situation in Afrika, China, Südostasien und Lateinamerika. Die erste Ausgabe von JPLA erschien Anfang 2009 als Nachfolger der Zeitschrift Lateinamerika Analysen.

## Inhaltliches (Focus and Scope)
Das Journal of Politics in Latin America hat in erster Linie das Ziel, zu einem besseren Verständnis von politischen Prozessen und Institutionen in Lateinamerika beizutragen. Zu diesem Zweck werden aktuelle Forschungen von und für Politikwissenschaftler der Lateinamerikastudien sowie auf Lateinamerika fokussierte Vergleichsstudien veröffentlicht.
Der Schwerpunkt des Journals liegt auf wissenschaftlichen Arbeiten zu politischen Institutionen (political institutions) politischem Handeln (political behavior) und öffentliche Ordnung/Politik/Verwaltung (public policy). Generell steht es allen Forschungsansätzen offen, die den allgemeingültigen Richtlinien der Wissenschaft folgen.
Zahlreiche vergleichende Länderstudien sowie übernationale quantitative Studien konzentrieren sich darauf, offizielle Regierungsmechanismen – wie beispielsweise in präsidialen und parlamentarischen Regimen – zu untersuchen. Aufgrund der auffallenden Diskrepanz zwischen dem steigenden weltweiten Interesse an inoffiziellen politischen Prozessen und diesen traditionellen Forschungsfeldern, beschäftigt sich das JPLA neben den bekannten Forschungsfoci, wie Wahlen und der Organisation politischer Parteien, vermehrt mit informellen Institutionen. Darunter fallen vornehmlich Themen der öffentlichen Sicherheit und Kriminalität, Korruption, Energiemanagement etc. Damit möchte die Zeitschrift unter anderem eine theoretische und thematische Umorientierung in den Subdisziplinen erreichen. Dazu trägt auch die Schaffung einer neuen Publikationsform (Open Access) bei, die allen an der Verbreitung fundierter Forschung zur lateinamerikanischen Politik Interessierten zur Verfügung steht. So soll ein Beitrag zu nationalen und internationalen fachlichen Debatten, in erster Linie im politikwissenschaftlichen Diskurs, geleistet werden.
Ein anderes Ziel der Zeitschrift ist es, das wachsende Interesse an analytischen Untersuchungen zur Funktion politischer Systeme in der Region aus einer vergleichenden Perspektive zu fördern und zu erweitern. Zu diesem Zweck beinhaltet JPLA vergleichende Studien, in denen die Ergebnisse von lateinamerikaorientierten Forschungen mit den Resultaten ähnlicher Studien über politische Institutionen und Prozesse in anderen Ländern oder Regionen in der ganzen Welt gegenüberstellt werden.
Das JPLA beinhaltet Artikel aller Forschungsansätze, die den internationalen wissenschaftlichen Standards folgen. Neben Hauptartikeln umfasst die Publikation Bücherrezensionen und Forschungsberichte (research notes). Erstere befassen sich mit zwei oder mehr Publikationen über politikwissenschaftlichen Themen zur Region, die in der Rubrik kritisch analysiert werden. Letzteres sind kurze und prägnante Artikel, in denen Zwischenergebnisse eines etablierten, laufenden Forschungsprojektes, oder alternativ dazu, theoretisch und konzeptuell besonders interessante Artikel präsentiert und diskutiert werden.

## Open Access Regelung
Das Journal of Politics in Latin America ist ein Open-Access-Journal. Das bedeutet, dass der komplette Inhalt online frei verfügbar und kostenlos für alle Internetnutzer zugänglich ist. Zusätzlich bleibt die Zeitschrift, zeitgleich zu der Online-Version, im traditionellen gedruckten Format erhältlich.